# Boreomysis jacobi
Boreomysis jacobi is een aasgarnalensoort uit de familie van de Mysidae. De wetenschappelijke naam van de soort is voor het eerst geldig gepubliceerd in 1956 door Holmquist.